# Messeix
Messeix település Franciaországban, Puy-de-Dôme megyében. Lakosainak száma 1006 fő (2022. január 1.). Messeix Bourg-Lastic, Merlines, Monestier-Merlines, Avèze, Saint-Sulpice, Savennes és Singles községekkel határos.

## Népesség
A település népességének változása:
| Lakosok száma | 1111 | 1066 | 1082 | 1045 | 1048 | 1048 | 1034 | 1020 | 1006 |
|               | 2013 | 2015 | 2016 | 2017 | 2018 | 2019 | 2020 | 2021 | 2022 |